# Фосо
Фосо̀ (на италиански: Fossò) е градче и община в Северна Италия, провинция Венеция, регион Венето. Разположено е на 9 m надморска височина. Населението на общината е 6972 души (към 2014 г.).